# 斜口筒形玉器
斜口筒形玉器是一種常見於紅山文化的陪葬用玉器，該類型之玉器在紅山文化墓葬中經常被發現於墓主頭下或胸前。

## 案例
由國立自然科學博物收藏之紅山文化斜口筒形玉器之材質為淡綠色閃玉，其形狀為橢圓形。 該玉器體現出新石器時代的區域性文化、玉器禮制化、各族群間上層文化交流網之運作及當時之工藝技術等。

## 外部連結

### 延伸閱讀
- 中國新石器時代玉器的形紋創意設計--藝術、文化、社會的跨域思索 （页面存档备份，存于）